# Рибіцаль
Рибіцаль (пол. Rybical, нім. Rübenzahl) — село в Польщі, у гміні Рин Гіжицького повіту Вармінсько-Мазурського воєводства.
Населення — 103 особи (2011).
У 1975-1998 роках село належало до Сувальського воєводства.

## Демографія
Демографічна структура станом на 31 березня 2011 року:
|          | Загалом | Допрацездатний вік | Працездатний вік | Постпрацездатний вік |
| -------- | ------- | ------------------ | ---------------- | -------------------- |
| Чоловіки | 49      | 5                  | 33               | 11                   |
| Жінки    | 54      | 10                 | 30               | 14                   |
| Разом    | 103     | 15                 | 63               | 25                   |